# Hypsugo musciculus
Hypsugo musciculus  (Thomas, 1913) è un pipistrello della famiglia dei Vespertilionidi diffuso nell'Africa occidentale.

## Descrizione

### Dimensioni
Pipistrello di piccole dimensioni, con la lunghezza della testa e del corpo di 40 mm, la lunghezza dell'avambraccio tra 23 e 26 mm, la lunghezza della coda tra 21 e 26 mm, e la lunghezza delle orecchie tra 8 e 11 mm.

### Aspetto
La pelliccia è corta, soffice e densa. Il colore generale del corpo è uniformemente bruno-grigiastro scuro. Il muso è largo, con due masse ghiandolari sui lati. Le orecchie sono triangolari, ben separate tra loro e nerastre. Il margine interno dell'orecchio è fortemente convesso alla base, per poi raddrizzarsi verso la punta, mentre il margine esterno è concavo sopra e convesso sotto. Il trago è di proporzioni medie, con il margine interno leggermente concavo, il margine esterno convesso e con un insolito grosso lobo basale anteriore. Le membrane alari sono bruno-nerastre e attaccate posteriormente alla base delle dita dei piedi. La lunga coda è inclusa completamente nell'ampio uropatagio. Il calcar è fornito di un lobo ben sviluppato.

## Biologia

### Comportamento
Si rifugia tra le fronde di palme Raphia vinifera. Il volo è molto rapido.

### Alimentazione
Si nutre di insetti, catturati vicino al terreno e cacciati in gruppi di 4-5 individui.

### Riproduzione
Una femmina che allattava è stata catturata in Sierra Leone a metà maggio.

## Distribuzione e habitat
Questa specie è diffusa in alcune località del Ghana sud-occidentale, Sierra Leone occidentale, Camerun meridionale, Gabon nord-orientale, Congo centrale e Repubblica Democratica del Congo occidentale.
Vive nelle foreste umide tropicali di pianura, nelle foreste tropicali secche e nella savana guineana.

## Conservazione
La IUCN Red List, considerati i continui problemi sulla sua tassonomia come l'assenza di informazioni recenti sul suo areale, i requisiti ecologici e le eventuali minacce, classifica H.musciculus come specie con dati insufficienti (DD).